# Halapoulivaati Vaitai
Halapoulivaati Vaitai (* 16. Juni 1993 in Fort Worth, Texas) ist ein US-amerikanischer Footballspieler auf der Position des Offensive Tackle, der aktuell für die Detroit Lions in der National Football League (NFL) spielt. Seine Eltern stammen aus Tonga.

## Frühe Jahre
Vaitai ging zusammen mit seinen zwei jüngeren Brüdern in Haltom City, Texas, auf die Highschool. Später besuchte er die Texas Christian University.

## NFL

### Philadelphia Eagles
Im NFL-Draft 2016 wurde Vaitai in der fünften Runde an 164. Stelle von den Philadelphia Eagles ausgewählt. Nachdem in seiner Rookie-Saison der eigentlich auf der Position des rechten Tackle startende Lane Johnson für zehn Spiele suspendiert wurde, absolvierte Vaitai am fünften Spieltag der Saison sein erstes NFL-Spiel als Starter. Am elften Spieltag verletzte er sich, so dass er für den Rest der Saison nicht mehr spielte. In der Saison 2017 übernahm er abermals die Position des rechten Tackles für den verletzten Lane Johnson. Ab dem siebten Spieltag übernahm er die Position des linken Tackles für den verletzten Jason Peters. Er erreichte mit den Eagles den Super Bowl LI, welcher mit 41:33 gegen die New England Patriots gewonnen wurde.

### Detroit Lions
Am 16. März 2020 unterschrieb Vaitai einen Fünfjahresvertrag bei den Detroit Lions.